# Calan (Frankrijk)
Calan is een Franse gemeente in het departement Morbihan in Bretagne. De gemeente telde 1.267 inwoners op 1 januari 2022. Het is een van de 25 gemeenten in het gemeentelijk samenwerkingsverband Lorient Agglomération.

## Geografie
De oppervlakte van Calan bedroeg op 1 januari 2022 12,29 vierkante kilometer; de bevolkingsdichtheid was toen 103,1 inwoners per km².

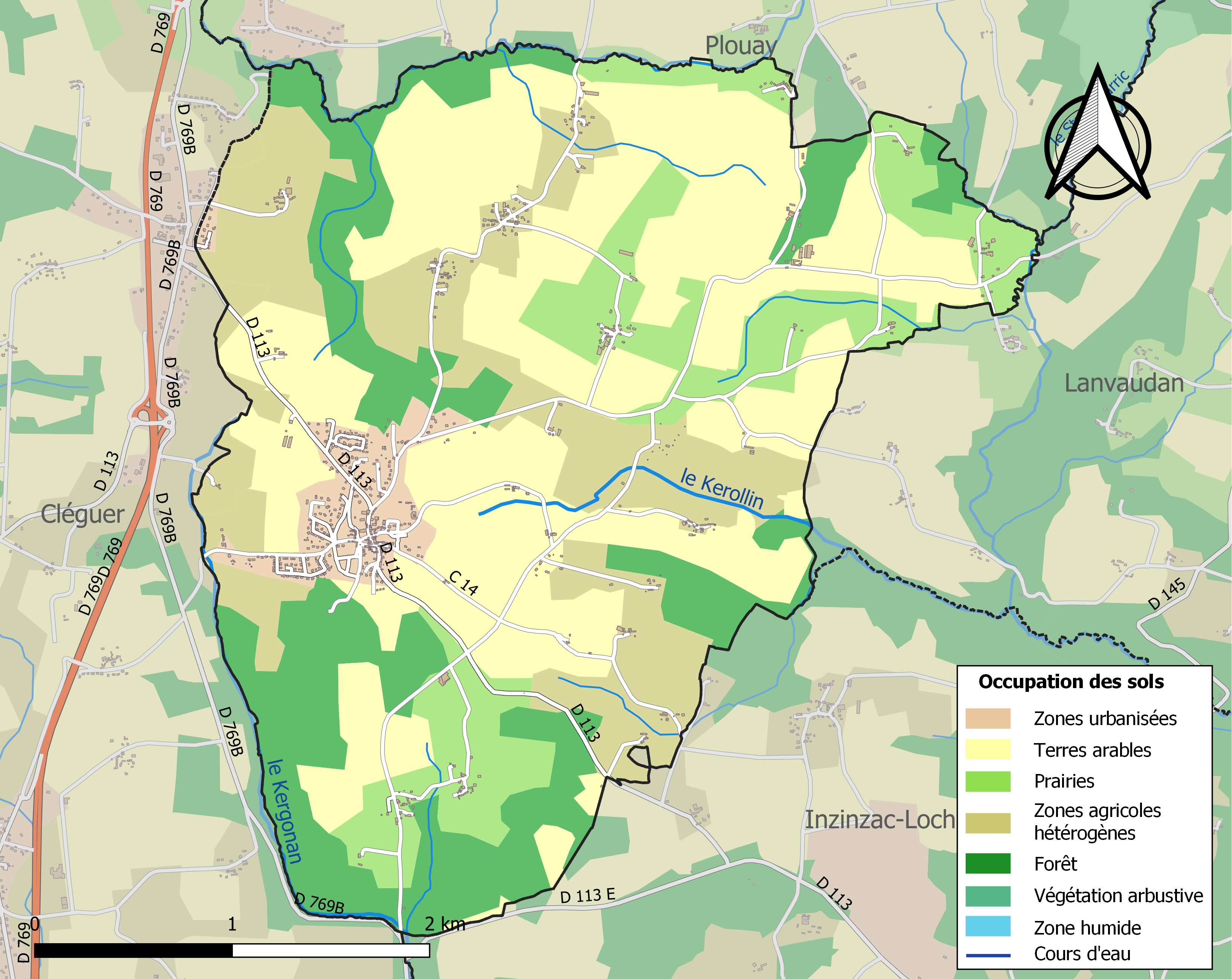
Kaart van de gemeente met de belangrijkste infrastructuur, bodemgebruik en omliggende gemeenten

## Demografie
Onderstaande figuur toont het verloop van het inwonertal, bron: INSEE-tellingen. 